# Dionis Sakalak
Dionis Sakalak, né le 22 octobre 1913 et mort à la fin du XXe siècle, est un ancien joueur turc de basket-ball.